# مركز إحياء تراث العمارة الإسلامية
مركز إحياء تراث العمارة الإسلامية تم إنشاؤه عام ١٩٨٤م وذلك لهدف المحافظة على التراث المعماري عبر نشر الوعي بأهمية المواقع والمباني الأثرية وتوثيق الدراسات عن التراث المعماري والإشراف على مشاريع الترميم وإعداد برامج تدريبية للمعماريين والمهندسين في مجال الترميم والإحياء المعماري، ومقره الرئيس في مصر برئاسة الأستاذ البروفيسور الدكتور صالح لمعى، ولدى المركز عدة مشاريع مع منظمات وجهات عالمية منها:

## مشاريع المركز[2]

### منظمات وجهات عالمية وأوروبية
منظمة الأمم المتحدة للتربية والعلم والثقافة «اليونسكو».
- المجلس العالمي للمعالم والمواقع «إيكوموس».
- صندوق الآغا خان للثقافة.
- الصندوق العالمي للآثار والتراث.
- مؤسسة ماكس فان برشم.
- مكتب ولاية بافاريا لحماية الآثار.

### منظمات استشارية وترميمية في الشرق الأوسط
- منظمة العواصم والمدن الإسلامية.
- مؤسسة الكويت للتقدم العلمي.
- مؤسسة الحريري.
- مكتب صاحب السمو الملكي الأمير سلطان بن سلمان.
- مركز التنمية الاستشاري.
- المجلس الأعلى للآثار.

## أقسام المركز[3]
- قسم البحث والتحليل.
- قسم التقنية والرسومات.
- قسم التوثيق والمراقبة والتصوير الفوتوغرافي.
- قسم النشر.
- قسم الإشراف على المواقع.
- قسم الإستقصاء الكمي والمواصفات الفنية.

## مجالات المركز[4]
- الدراسات المعمارية والتاريخية.
- الدراسات التوثيقية المعمارية.
- الرصد الموقعي والفوتوغرافي.
- تقييم البناء الهيكلي.
- دراسات الترميم التشخيصية والعلمية.
- تأهيل الطراز المعماري الحضري.
- ترميم الآثار.
- الإشراف على المشاريع.
- برامج تدريبية.
- خطط المحافظة على المواقع التاريخية.

## منشورات المركز[5]
- مشروع ترميم منزل زينب خاتون، مصر، (1987).
- مشروع ترميم المسجد العمري الكبير، لبنان، (1987).
- مشروع ترميم مسجد قاني باي الرماح، مصر،(1987).
- مشروع ترميم مسجد الظاهر بيبرس، مصر،(1984).
- مشروع ترميم مسجد الحسين، مصر،(1988).
- مشرع ترميم قصر المانسترلي، مصر،(1988).
- مشروع ترميم مسجد المؤيد، مصر،(1989).
- مشروع ترميم ثلاث مساجد، جدة، المملكة العربية السعودية،(1989)
- مشروع ترميم خمسة مساجد في مصر السفلى، مصر،(1989).
- مشروع ترميم مجموعة الأمير شيخو العمري الناصري، مصر،(1990).
- مشروع ترميم حمام الشرايبي، مصر،(1991).
- مشروع ترميم سرايا العابدين، مصر،(1991).
- مشروع ترميم منزل جمال الدين الذهبي، مصر،(1991).
- مشروع ترميم مسجد سيدي مدين، مصر، (1992).
- مشروع ترميم قبة فاطمة خاتون، مصر،(1992).
- مشروع ترميم دار الدرب الأثري، مصر،(1993).
- مشروع ترميم خان الفرنج، صيدا، لبنان،(1993).
- مشروع ترميم زاوية عبد الرحمن كتخدا، مصر،(1994).
- مشروع ترميم وكالة بازرعة، مصر،(1995).
- مشروع ترميم مسجد المعيني، مصر،(-).
- مشروع ترميم مسجد المتولي، المحلة، مصر،(1997).
- المحافظة على سبيل قايتباي للحيوانات، الأزهر، مصر،(1998).
- التوثيق المعماري والمحافظة على دار الأيتام الإسلامية الصناعية، القدس،(2001).